# Arnoltice
Arnoltice é uma comuna checa localizada na região de Ústí nad Labem, distrito de Děčín.